# 克賴策冰川
70°22′S 72°36′E / 70.367°S 72.600°E

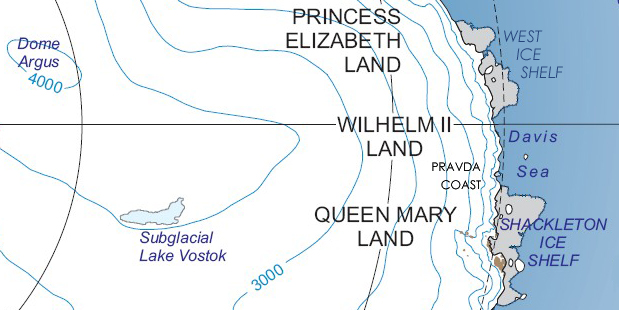
克赖策冰川的位置

克賴策冰川是南極洲的冰川，流經詹寧斯岬和賴因博爾特丘陵，最終注入阿梅里冰架東部，該冰川以美國海軍的指揮官命名。

## 外部連結
- Operation Highjump